# Vizita bătrânei doamne
Vizita bătrânei doamne (în germană Der Besuch der alten Dame) este o piesă de teatru, dramă tragico-comică în trei acte, scrisă de scriitorul elvețian Friedrich Dürrenmatt. Premiera piesei a  avut loc în 1956 în Zürich, cu Therese Giehse în rolul principal. 
Piesa a avut un succes internațional deosebit, fiind ecranizată de mai multe ori. Datorită acestei piese, Dürrenmat a realizat o situație financiară solidă. Autorul piesei a fost inspirat în timpul șederii sale în comuna Ins din cantonul Berna.

## Acțiune
Bătrâna doamnă este Claire Zachanassian, o miliardară, care vine în vizită în orășelul Güllen, care avea probleme financiare. În trecut, ea se numea Klara („Kläri”), era săracă și, în tinerețe, a trăit în acest oraș. Locuitorii orașului speră să primească un ajutor financiar de la miliardară. Însă Claire caută acum să se răzbune pe locuitorii orășelului pentru nedreptatea ce i se făcuse în trecut. Tânăra Klara fusese lăsată gravidă de Alfred Ill. Acesta a negat paternitatea și, cu ajutorul unor martori mincinoși, a câștigat procesul. Astfel Klara Wäscher a fost nevoită să părăsească localitatea, dezonorată și acoperită de rușine. Însă, prin căsătoria ei cu magnatul Zachanassian, Klara a devenit miliardară. Reîntoarsă în orășel, bătrâna face o propunere imorală orașului. Ea pretinde pentru suma de un miliard, viața lui Alfred Ill. Această cerere a ei provoacă, la început, indignarea locuitorilor. Treptat situația în localitate se va schimba cei care erau de partea lui Alfred, încep să-l privească cu antipatie, considerâdu-l o piedică în calea rezolvării problemelor. În cele din urmă, ei se hotărăsc să accepte oferta bătrânei doamne și încep vânarea lui Alfred. Acesta, fiind încercuit de cetățenii orașului, este cuprins de groază și moare în urma unui infarct cardiac. Orășelul primește miliardul promis, iar la înmormântarea lui Alfred, bătrâna exclamă: „în sfârșit mi-am regăsit iubitul”.

## Adaptări
Vizita este ecranizarea din 1964 a piesei omonime, cu Anthony Quinn și Ingrid Bergman în rolurile principale, în regia lui Bernhard Wicki.